# Hotel Nacional
Hotel Nacional je jedenáctým studiovým albem Dino Merlina, které bylo vydáno 20. června 2014 v nakladatelství Croatia Records a Magaza. Album bylo vydáno šest let od vydání alba „Ispočetka“ na počátku roku 2008. Album bylo nahráno na několika místech po celém světě, zejména v Sarajevu, Záhřebu, Istanbulu, Vídni, Londýně, Stockholmu, New Yorku a Los Angeles. Výkonným producentem je sám Dino Merlin. K tvorbě alba přispěli i celosvětově renomovaní producenti Yoad Nevo a Richard Niles a týmy z Anglie, Turecka, Švédska a Chorvatska a stálý tým Dino Merlina v Sarajevu.
Album obsahuje celkem 12 písní a poslední píseň je remixem pilotní skladby, kterou produkoval Yoad Nevo. Celkem tři písně byly vydány jako singly.
Píseň „Ruža“ byla vydána 30. května 2014 v době záplav, které postihly Bosnu a Hercegovinu, Chorvatsko a Srbsko s cílem podpořit sbírku humanitární pomoci pro postižené oblasti. Píseň má i svůj videoklip. Druhý singl „Školjka“ byl vydán 15. června 2014 spolu s videoklipem těsně před debutovou účastí Bosny a Hercegoviny na FIFA World Cup proti Argentině. Třetím singlem je píseň „Undo“, která byla spolu s videoklipem vydána 16. června 2011, krátce po vystoupení Dino Merlina na Eurovision Song Contest, ale později byla zahrnuta do alba. Píseň „Uzmi ovaj dar“, jejíž text napsal Dino Merlin a BeatHouse, byla inspirována písní „To a Certain Cantatrice“ Walta Whitmana. Text písně byl přeložen, upraven a rozšířen.
Dino Merlin řekl, že napsal značný počet písní, které by se mohli objevit na desce, ale zavázal k přísnému výběru písní, aby tento album byl tím nejlepším z nich. Samo album a název jedné ze skladeb sdílí název se sarajevským hotelem Nacional.
Album ve velmi krátké době dosáhlo historického úspěchu a stalo se jedním z jeho nejúspěšnějších alb v celé své kariéře. Singly „Ruža“ a „Školjka“ mají miliony sdílení na sociálních sítích, ale i singly, které nebyly oficiálně vydány jako singly, zažili velkou popularitu v rádiích v celém regionu, jakož na sociálních sítích YouTube a Facebook.
V období od 29. června do 5. července se albu ocitlo na osmém místě v seznamu nejprodávanějších alb časopisu Billboard po celém světě a je největším albem, které vyšlo z hudebních dílen Bosny a Hercegoviny. Bylo to poprvé v historii, kdy umělec z bývalé Jugoslávie byl na seznamu časopisu Billboard.

## Seznam stop
| #  | Píseň                     | Autor                                      | Producent                                                 | Délka |
| -- | ------------------------- | ------------------------------------------ | --------------------------------------------------------- | ----- |
| 1  | Ruža                      | Dino Merlin                                | Dino Merlin, Mahir Sarihodžić, Mahir Beathouse            | 5:20  |
| 2  | Školjka                   | Dino Merlin, Džemaludin Latić              | Dino Merlin, David Vurdelja (Baby Dooks), Yoad Nevo       | 4:55  |
| 3  | Sve dok te bude imalo     | Dino Merlin                                | Dino Merlin, Mahir Beathouse, Almir Buza, Yoad Nevo       | 5:14  |
| 4  | Moja mala Židovko         | Dino Merlin                                | Dino Merlin, Mahir Sarihodžić, Mahir Beathouse, Yoad Nevo | 4:33  |
| 5  | Rane                      | Dino Merlin, Džemaludin Latić              | Dino Merlin, Mahir Beathouse, Vlado Džihan                | 4:10  |
| 6  | Uzmi ovaj dar             | Dino Merlin, Walt Whitman, Mahir Beathouse | Dino Merlin, Zvonimir Dusper "Dus"                        | 4:46  |
| 7  | Ako izgovorim ljubav      | Dino Merlin, Aaron McIntosh                | Dino Merlin, Aaron McIntosh                               | 4:04  |
| 8  | Hotel Nacional            | Dino Merlin                                | Dino Merlin, David Vurdelja (Baby Dooks), Marcos Ubeda    | 4:04  |
| 9  | Sunce                     | Dino Merlin                                | Dino Merlin, Gunnar Norden                                | 4:16  |
| 10 | Sve do medalje            | Dino Merlin                                | Dino Merlin, Enes Tvrtković, Yoad Nevo                    | 5:27  |
| 11 | Undo                      | Dino Merlin                                | Dino Merlin, Mahir Beathouse, Mahir Sarihodžić            | 4:05  |
| 12 | Hotel Nacional (Nevo Mix) | Dino Merlin                                | Dino Merlin, David Vurdelja (Baby Dooks), Yoad Nevo       | 4:05  |